# کبس د سراتو
کبس د سراتو (به اسپانیایی: Cobos de Cerrato) یک شهرستان در اسپانیا است که در استان پالنسیا واقع شده‌است.

## خصوصیات
کبس د سراتو ۴۶٫۵۱ کیلومترمربع مساحت و ۱۸۹ نفر جمعیت دارد و ۸۲۴ متر بالاتر از سطح دریا واقع شده‌است.